# Grotte de Lombrives
Die Grotte de Lombrives (Höhle von Lombrives) befindet sich in Ornolac-Ussat-les-Bains, am östlichen Rand des Regionalen Naturparks Pyrénées Ariégeoises, Ariège, im Südwesten Frankreichs.
Sie wird auf ihrer Website immer noch als "die größte Höhle der Welt" beworben, hat aber seit 2017 ein neues Management und eine neue Website und es wurden phantastisch übertriebene Behauptungen entfernt, darunter ein nicht existierender Guinness-Weltrekord. Leider sind diese Übertreibungen immer noch auf zahlreichen Webseiten zu finden.
Die Höhle hat eine Länge von 8 km. Sie befindet sich im Inneren eines Kalksteinmassivs namens Cap de la Lesse zwischen dem Vicdessos und dem Ariège-Tal. In diesem Berg gibt es drei Höhlen, Niaux und Sabart im Vicdessos-Tal, Lombrives im Ariège-Tal. Alle drei Höhlen zusammen sind 14 km lang, aber obwohl es offensichtlich ist, dass sie zu demselben System gehören, sind nur die Höhle von Niaux und Lombrives miteinander verbunden, nicht aber mit Sabart. Die Höhlen befinden sich auf zwei Hauptniveaus, dem oberen Niveau um 650 m und dem unteren Niveau um 550 m, die die Hauptstufen der Höhlenentwicklung darstellen. Es gibt auch eine Zwischenebene auf 600 m, die viel weniger Gänge besitzt, aber der Eingangsbereich der Lombrives-Schauhöhle ist. Die drei Ebenen sind durch zahlreiche vertikale Schächte verbunden.
Die Höhle hat zwei große Hallen, die beide Teil des Führungswegs sind. Die Kathedrale, die 80 m hoch ist, befindet sich auf dem regulären Rundgang. Um diese Größe ein wenig verständlicher zu machen, vergleichen die Führer sie mit der Kathedrale von Notre-Dame in Paris, die in die Kammer passen würde. Die noch größere Salle de l'Empire de Satan (Kammer des Reiches des Satans) ist das Ende der langen Höhlentour, die ebenfalls angeboten wird. Sie befindet sich 4 km vom Eingang entfernt. 
Ein 150 m tiefer Schacht im Boden der Kammer wird Garrigou-Schacht genannt. Adolphe Garrigou nahm zusammen mit Jean-François Rambaud 1822  Ausgrabungen in der Höhle vor. Die beiden gruben Schädel und verschiedene Knochen aus, die in einem Bogen von etwa hundert Metern kreisförmig um eine beeindruckende stalagmitische Konkretion namens „Das Mammut“ angeordnet waren. 
Der Ingenieur und Geologe Raoul Perpère (1864–1950) baute 1927 eine Brücke über die Grube, während er die Höhle als Schauhöhle ausbaute.
Die Höhle hat eine große Vielfalt an Speläothemen oder Höhlenmineralien, einschließlich Stalaktiten, Stalagmiten, Sinterbecken, Höhlenperlen, Excentriques und Calcit Kristalle.
Die Höhle hat im Laufe der Geschichte häufig als Refugium gedient. Die frühesten Ausgrabungen durch Félix Régnault fanden im späten 19. Jahrhundert statt und bestätigten eine menschliche Besiedlung während des Neolithikums. Zwischen dem 12. und 14. Jahrhundert wurde die immer wieder von den wegen "Ketzerei" verfolgten Katharer als Versteck genutzt. Später war die Höhle ein Versteck für Hugenotten.

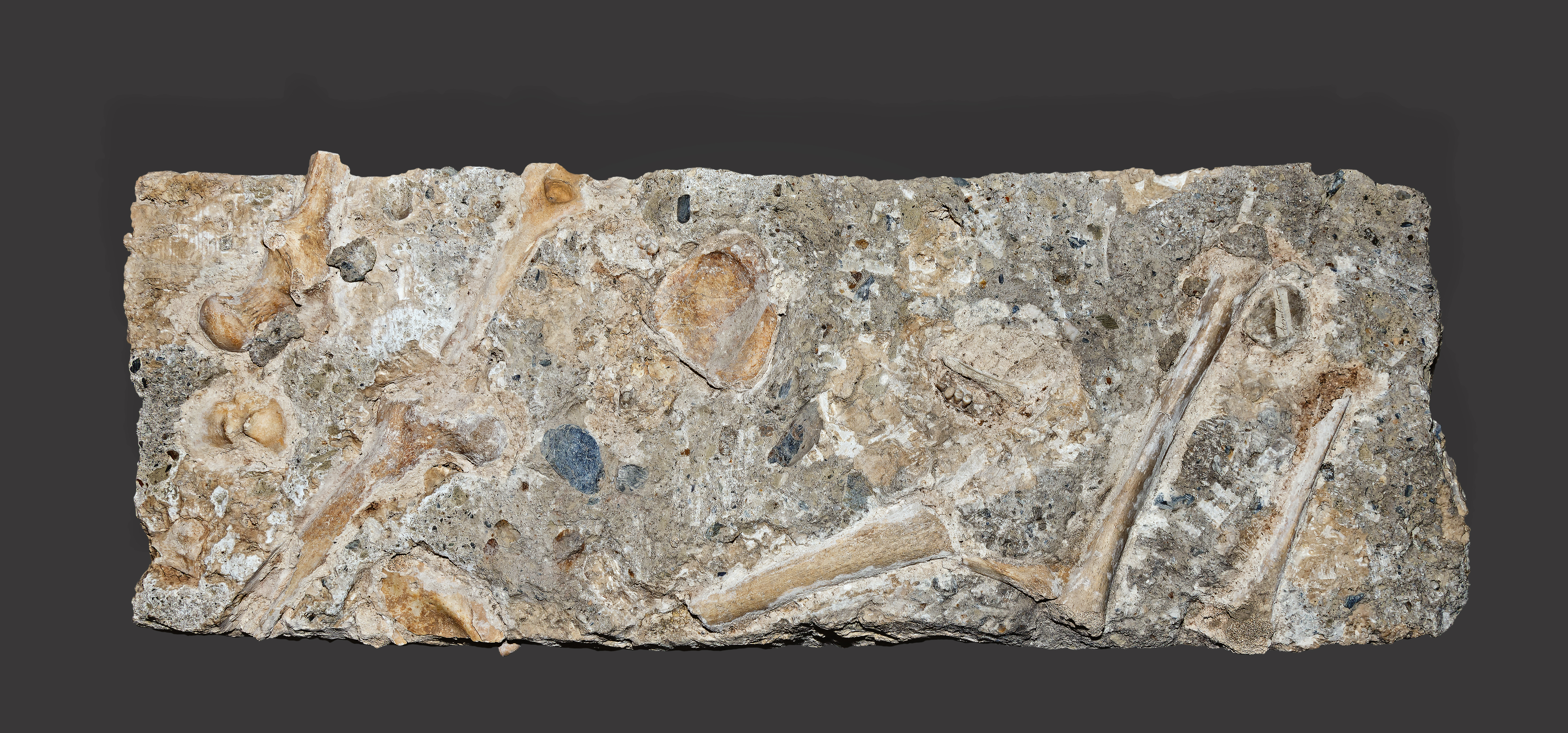
Homo sapiens Bronzezeit, Noulet 1882, Museum von Toulouse (MHNT)

Sie wurde während der Bronzezeit  auch für die Bestattung eines Mannes genutzt.
Heute ist die Höhle eine Touristenattraktion, die verschiedene geführte Touren anbietet, die zwischen 2 und 5 Stunden dauern.
Im Jahr 2021 fand in der Höhle das Deep-Time-Experiment statt, bei dem eine Gruppe von 15 Freiwilligen 40 Tage in der Höhle verbrachte, um herauszufinden, wie sich das Fehlen von Uhren, Tageslicht und externer Kommunikation auf sie auswirken würde.